# Diecéze urgelská
Diecéze urge(l)lská (katalánsky Bisbat d'Urgell, španělsky Diócesis de Urgel, latinsky Dioecesis Urgellensis) je jednou ze španělských diecézí. Její teritoriální působnost je na území Katalánska a Andorry.

## Historie a území diecéze

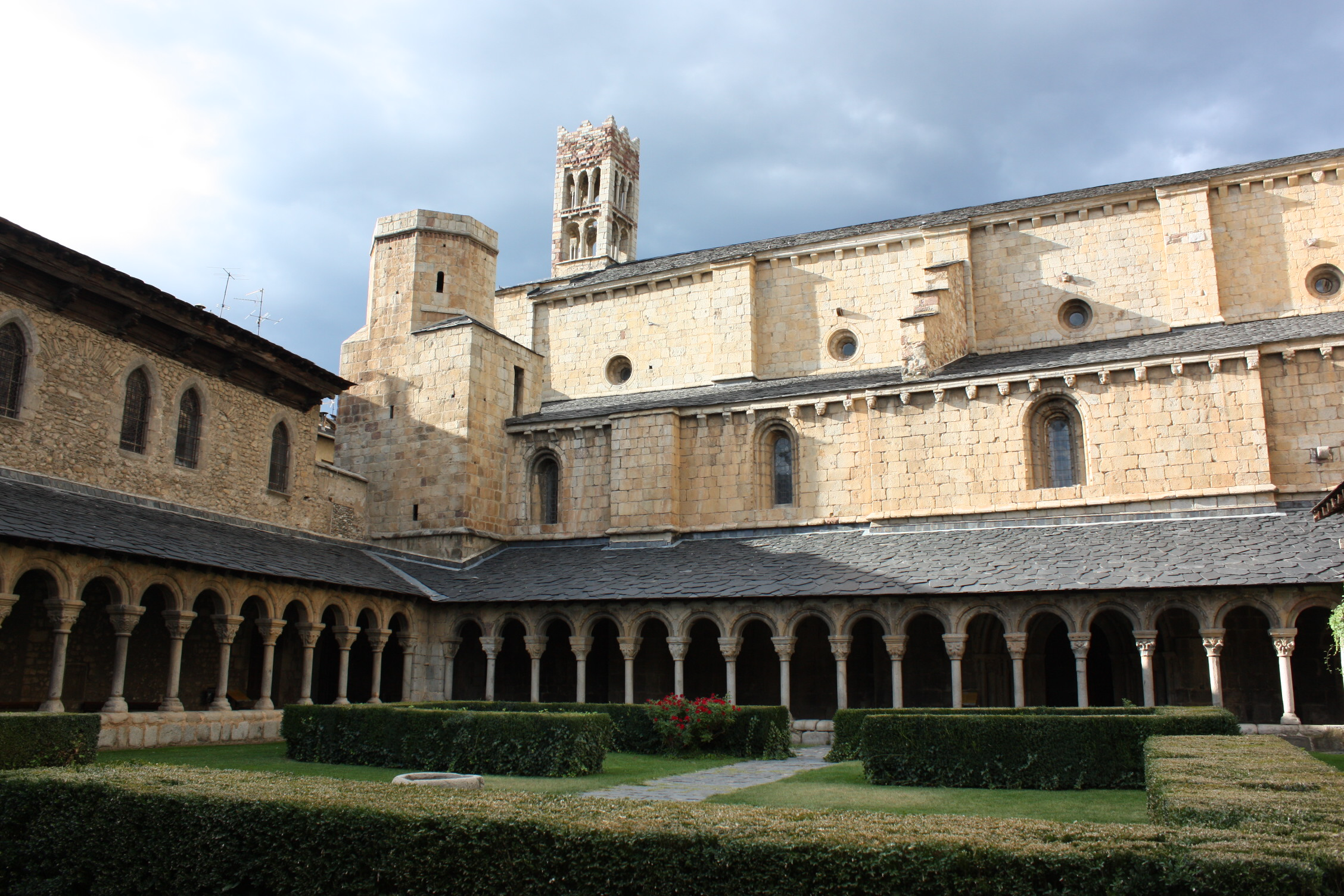
Urgelská katedrála Panny Marie z počátku 12. století

Urgelská diecéze byla založena ve 4. století. Rozkládá se na částech provincií Lérida a Provincie Girona a na celém území Andorrského knížectví.
Sídelním městem biskupa je La Seu d'Urgell (špan. Seo de Urgel, latinsky: Sedes Urgelli), přičemž tento název znamená sídlo biskupství. Diecéze náleží do církevní provincie tarragonské (se sídlem v Tarragoně).
Hlavním kostelem diecéze je urgelská katedrála Panny Marie. Teritorium diecéze je rozděleno do 363 farností, sjednocených v 9 arcifarnostech:
- Valles de Andorra
- Alto Urgel
- Urgel Medio
- Bajo Urgel
- Noguera
- Nuria-Cerdaña
- Valle de Arán
- Pallars Sobirá
- Pallars Jussá

## Urgelští biskupové

Mapa Urgellské diecéze

Prvním doloženým biskupem diecéze byl sv. Justus, který se měl zúčastnit Toledského roku 531 a Leridského koncilu a Valencijského koncilu (546).
Urgellští biskupové jsou od roku 1278 ex officio spoluvladaři (spoluknížata) knížectví Andorra, jehož celé území je součástí této diecéze.